# Shaanqi SX2150
Lo Shaanqi SX2150, precedentemente conosciuto come YAN'SX250, è un autocarro 6 x 6 da 5 tonnellate di portata nel trasporto fuoristrada, introdotto dall'azienda cinese Shanxi Automobile Corporation Ltd nel 1968.
È basato sul telaio del camion sovietico Ural-375, ma la cabina deriva dal camion francese Berliet GBU 15.
È entrato in servizio nell'Esercito Popolare di Liberazione cinese nel 1974.
| Specifiche         |         |
| Posti a sedere     | 3+1     |
| Configurazione     | 6x6     |
| Peso a vuoto       | 9490 kg |
| Capacità serbatoio | 280 l   |
| Velocità massima   | 70 km/h |
| Guado              | 1.2 m   |